# Ту (Шер)
Ту (фр. Thou) — коммуна во Франции, находится в регионе Центр. Департамент — Шер. Входит в состав кантона Вайи-сюр-Содр. Округ коммуны — Бурж.
Код INSEE коммуны — 18264.

## География
Коммуна расположена приблизительно в 165 км к югу от Парижа, в 80 км юго-восточнее Орлеана, в 45 км к северо-востоку от Буржа.
По территории коммуны протекают реки Содр, правый приток реки Шер, и Салерен.

## Население
Население коммуны на 2008 год составляло 78 человек.
| 1962 | 1968 | 1975 | 1982 | 1990 | 1999 | 2008 |
| ---- | ---- | ---- | ---- | ---- | ---- | ---- |
| 147  | 157  | 133  | 109  | 74   | 75   | 78   |

## Администрация
| Период | Период | Фамилия         | Партия | Примечания |
| ------ | ------ | --------------- | ------ | ---------- |
| 2001   | 2008   | Жан-Мари Дедьон |        |            |
| 2008   | 2014   | Дени Таборде    |        |            |

## Экономика

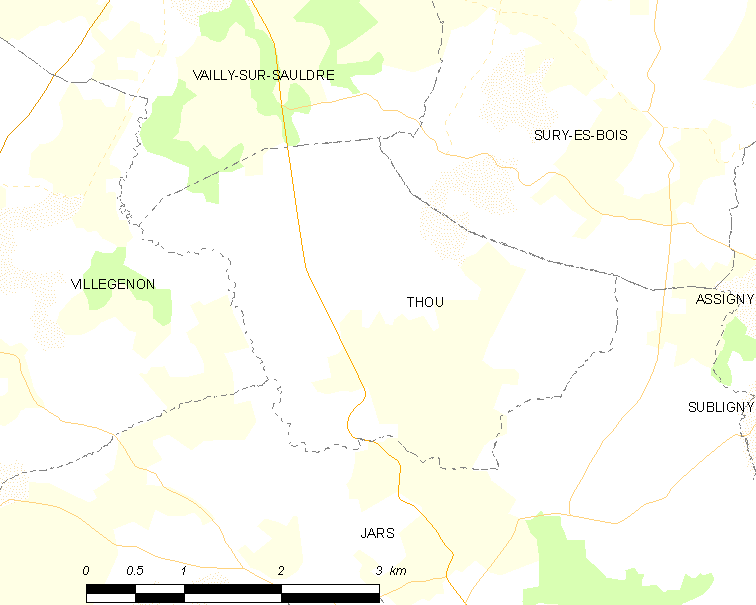
Карта коммуны

В 2007 году среди 50 человек в трудоспособном возрасте (15-64 лет) 34 были экономически активными, 16 — неактивными (показатель активности — 68,0 %, в 1999 году было 68,4 %). Из 34 активных работали 32 человека (20 мужчин и 12 женщин), безработных было 2 (1 мужчина и 1 женщина). Среди 16 неактивных 2 человека были учениками или студентами, 9 — пенсионерами, 5 были неактивными по другим причинам.